# 보이스토리
보이스토리(BOY STORY)는 JYP엔터테인먼트와 텐센트 음악 엔터테인먼트그룹(TME)의 합작회사인 신성엔터테인먼트(NCC Ent.) 소속의 6인조 보이그룹이다.

## 활동

### 데뷔 이전
2017년 9월부터 프리데뷔 프로젝트인 'REAL!'프로젝트를 진행했다. 2017년 9월 1일, 'J.Y.Park Asiansoul'의 프로듀싱으로 첫 번째 싱글 〈HOW OLD R U〉를 발매하였으며, 12월 15일에 두 번째 싱글 〈Can't Stop〉, 18년 3월 30일에는 세 번째 싱글 〈JUMP UP〉, 6월 12일에 'REAL!'프로젝트의 마지막 싱글인 〈Handz Up〉을 발매하였다.

### 2018 ~ 현재: 데뷔
2018년 9월 21일, 'REAL!'프로젝트를 진행하며 발매했던 4곡의 디지털 싱글과 데뷔곡 'Enough'를 모두 포함한 첫 미니앨범인 《Enough》로 정식 데뷔했다. 2018년 10월 21일, 《奇妙里 / 기묘리》를 발매했다. 11월 22일에는 보이스토리의 팬덤 ‘BOSS(보스)'를 위한 팬송 〈For U〉를 발매했다. 2019년 3월 29일 〈Oh My Gosh〉로 컴백했고, 2019년 7월 26일에는 잭슨이 프로듀싱,작곡 및 피처링에 참여한 〈Too Busy〉로 컴백했다. 2020년 1월 6일, 보이스토리는 자작곡 참여 앨범 《I=U=WE 序》를 발매했다.

## 구성원
| 이름   | 소개 |
| ------ | --- |
| 한위   | - 이름 : 지아한위 (중국어 간체자: 贾涵予, 정체자: 賈涵予, 병음: Jia han-yu, 한자음: 가함여) - 생년월일 : 2004년 5월 20일(20세) - 활동기간 : 2018년 ~ 현재 |
| 즈하오 | - 본명 : 리즈하오 (중국어 간체자: 李梓豪, 병음: Li Zi-Hao, 한자음: 이재호) - 생년월일 : 2004년 10월 22일(20세) - 활동기간 : 2018년 ~ 현재                 |
| 씬롱   | - 본명 : 허씬롱 (중국어 간체자: 贺鑫隆, 정체자: 賀鑫隆, 병음: He Xin-Long, 한자음: 하흠륭) - 생년월일 : 2005년 3월 11일(20세) - 활동기간 : 2018년 ~ 현재  |
| 저위   | - 본명 : 위저위 (중국어 간체자: 于泽宇, 정체자: 于澤宇, 병음: Yu Ze-Yu, 한자음: 우택우) - 생년월일 : 2005년 12월 24일(19세) - 활동기간 : 2018년 ~ 현재    |
| 밍루이 | - 본명 : 고밍루이 (중국어 간체자: 苟明睿, 병음: Gou Ming-Rui, 한자음: 구명예) - 생년월일 : 2006년 8월 28일(18세) - 활동기간 : 2018년 ~ 현재               |
| 슈양   | - 본명 : 런슈양 (중국어 간체자: 任书漾, 정체자: 任書漾, 병음: Ren Shu-Yang, 한자음: 임서양) - 생년월일 : 2007년 4월 24일(18세) - 활동기간 : 2018년 ~ 현재 |

## 음반

### 정규 앨범
| 제목        | 정보                                                                          | 가온 앨범 차트 | 가온 앨범 차트 | 가온 앨범 차트 | 판매량 |
| 제목        | 정보                                                                          | 주간           | 월간           | 연간           | 판매량 |
| ----------- | ----------------------------------------------------------------------------- | -------------- | -------------- | -------------- | ------ |
| Enough      | - 포맷: CD, 디지털 음원 - 발매일: 2018년 10월 21일 - 레이블: JYP 엔터테인먼트 | —              | —              | –              |        |
| I=U=WE : 序 | - 포맷: CD, 디지털 음원 - 발매일: 2019년 1월 6일 - 레이블: JYP 엔터테인먼트   | –              | –              | –              |        |